# Bannes (Mayenne)
Bannes è un comune francese di 139 abitanti situato nel dipartimento della Mayenne nella regione dei Paesi della Loira.

## Società

### Evoluzione demografica
Abitanti censiti